# Jorge Humberto Robles
Jorge Humberto Robles nació el 20 de agosto de 1944. Actor de teatro, cine, televisión, doblaje y radio, hijo del dramaturgo José Humberto Robles, autor de "Los Desarraigados", y padre del dramaturgo Humberto Robles. 
Como locutor, trabajó muchos años en Radio UNAM. Participó en la mayoría de los programas de El Rincón de los Niños de Rocío Sanz.
Actuó en las películas de Rafael Corkidi Ángeles y querubines, Auandar Anapu, Pafnucio Santo, Deseos (Al filo del agua) y Figuras de la Pasión. También en Bandera Rota dirigida por Gabriel Retes al lado de Manolo Fábregas, Ignacio Retes, Ana Luisa Peluffo, Tina Romero, entre otros; Guerrillero del Norte, El Diabólico de Giovanni Corporal, Constelaciones, El caballito volador, Mary, Mary, Bloody Mary de Juan López Moctezuma, Tango, Nuevo Mundo de Gabriel Retes, Peregrina, Longitud de guerra de Gonzalo Martínez Ortega, entre otras. 
Fue coguionista de la película El tres de copas, dirigida por Felipe Cazals, con las actuaciones de Humberto Zurita, Alejandro Camacho y Gabriela Roel.
En teatro actuó en las obras Octubre terminó hace mucho tiempo dirigida por Gabriel Retes, Lenguas muertas de Carlos Olmos, Santísima de Sergio Magaña con Diana Bracho, Golem, No se sabe cómo, Las Bacantes, Traición de Harold Pinter, dirigido por Marta Luna, al lado de Ofelia Medina, Hamlet por ejemplo escrita y dirigida por Héctor Mendoza, entre otras.
En televisión actuó en la telenovela Gabriel y Gabriela al lado de Ana Martín.
Se suicidó el 31 de octubre de 1983 en México D.F.